# CD Projekt
CD Projekt је пољска компанија која програмира, издаје и дистрибуира видео игре, са седиштем у Варшави, која је основана 1994. Marcin Iwiński и Michał Kiciński. Ивински и Кичински су били продавци видео игара пре него што су основали компанију. CD Projekt је најпознатији по својој серији видео игара Вештац и њиховог дигиталног дистрибутера, GOG.com.
Компанија је почела тако што су преводили главна издања видео игра са запада на пољски, сарађујући са Interplay Entertainment на две Baldur's Gate игре. CD Projekt је радио на ПР верзији Baldur's Gate: Dark Alliance када је Interplay искусила финансијске потешкоће. Игра је отказана, а компанија је одлучила да поново користи код за сопствену видео игру. Она је постала The Witcher, видео игра базирана на радовима Анджеја Сапковског.
Након изласка The Witcher, CD Projekt је радио на порту за конзоле под називом The Witcher: White Wolf; али проблеми око развоја и повећања трошкова скоро да су довели компанију на ивицу банкрота. CD Projekt је касније издао The Witcher 2: Assassins of Kings и The Witcher 3: Wild Hunt, њихова прва видео игра отвореног света, за коју су добили позитивне критике. Предстојећи пројекат компаније је Cyberpunk 2077, отворен-свет играња улога базирана на Cyberpunk 2020 стоном систему.
Сервис за дистрибуцију видео игара, GOG.com је основао CD Projekt, да би помогао играчима у проналаску старих игара. Његова мисија је да понуди ДРМ-слободне игре за играче, и проширен је, тако покрива нове игре А класе и независне игре. Компанија се противи управљању дигиталним правима у видео играма, и нада се да бесплатно преузимање садржаја постаје стандард у тој индустрији. CD Projekt сматра одржавање независности као један од њихових најважнијих стратегија. Компанија се тренутно фокусира на међународно тржиште, посебно Европу и Северну Америку, и окренуо од свог пољског пословања cdp.pl 2014.